# Nuno Roby Amorim
Nuno Roby Amorim (Lisboa, 1962 - Hospital dos Capuchos, Lisboa, 26 de Janeiro de 2025), foi um jornalista português. Ficou conhecido principalmente pelo seu trabalho para a emissora de rádio TSF Rádio Notícias, com especial destaque para a cobertura do Incêndio do Chiado, em 1988.

## Biografia
Nasceu em 1962, na cidade de Lisboa, filho de José Roby Amorim, que também foi um jornalista.
Deu um contributo muito destacado no campo do jornalismo em Portugal, tendo sido um dos responsáveis pela formação da estação de rádio TSF Rádio Notícias, e foi membro da sua redacção nos primeiros tempos de funcionamento, quando ainda operava de forma clandestina. Ainda na década de 1980 foi um dos vinte estudantes que concluíram o primeiro curso de formação de jornalistas da TSF, que tinha sido coordenado por veteranos da imprensa nacional, como Emídio Rangel. Em 25 de Agosto de 1988 foi o primeiro jornalista a cobrir o Incêndio do Chiado, em Lisboa, uma vez que residia muito perto daquela área, na Calçada de Santana. A sua reportagem sobre o incêndio contribuiu decisivamente para a afirmação da TSF como uma emissora noticiosa, tendo sido um dos principais motivos pelos quais a empresa recebeu nesse ano o Prémio Gazeta, organizado pelo Clube de Jornalistas.
Trabalhou para a TSF Rádio Notícias até à década de 1990, tendo-se depois integrado nas emissoras RTP, TVI e SIC, e como parte do seu trabalho esteve também em Bruxelas. Terminou a carreira como jornalista em 2010, passando a exercer na área da consultadoria da informação, tendo o seu primeiro trabalho neste campo sido na embaixada de Marrocos em Lisboa. Foi um simpatizante da monarquia, tendo trabalhado para o Partido Popular Monárquico entre 2017 e 2020 na Assembleia Municipal de Lisboa, e posteriormente colaborou com Teresa Leal Coelho, do Partido Social Democrata no executivo municipal. Em Fevereiro de 2022 tornou-se assessor de imprensa para o grupo parlamentar do partido Iniciativa Liberal, durante as eleições legistativas, função que manteve até à sua morte.
Faleceu em 26 de Janeiro de 2025, aos 62 aos de idade, no Hospital dos Capuchos, em Lisboa, vítima de um cancro. A sua morte foi lamentada pela Iniciativa Liberal, que o recordou como «um grande amante da liberdade» e «impaciente e intuitivo, com um sentido de humor refinado e uma vasta cultura, e uma longa carreira no jornalismo nacional e internacional», enquanto que a TSF descreveu Roby Amorim como «uma personalidade forte com traços exuberantes, excessivos e com grande ego aos quais se juntavam a inteligência e o humor. Amigo do seu amigo, era também uma pessoa culta e informada». Também o presidente da República Portuguesa, Marcelo Rebelo de Sousa, emitiu uma nota de pesar: «O Presidente da República lamenta a morte de Nuno Roby Amorim, antigo jornalista e um dos fundadores da TSF, com quem teve a oportunidade de trabalhar, e apresenta à sua família as mais sentidas condolências».